# Oussama Souaidy
Oussama Souaidy (Cahors, 25 agosto 1981) è un ex calciatore marocchino, di ruolo centrocampista.

## Carriera

### Nazionale
Nel 2004 ha partecipato, insieme alla selezione marocchina, ai Giochi della XXVIII Olimpiade ad Atene.